# المثوال (خيران المحرق)

تعديل مصدري - تعديل

المثوال هي إحدى قرى عزلة الدانعى بمديرية خيران المحرق التابعة لمحافظة حجة، بلغ تعداد سكانها 641 نسمة حسب تعداد اليمن لعام 2004.